# 日比翁助
日比 翁助（ひび おうすけ、1860年8月12日（万延元年6月26日） - 1931年（昭和6年）2月22日）は、明治時代から昭和前期にかけての実業家。三越百貨店を創業し三越の経営改革を進め、日本初の百貨店をつくった人物。号は美勲。
娘のシゲノは陸軍大将・緒方勝一の妻。

## 経歴
幕末の1860年（万延元年）に筑後国久留米藩士・竹井安太郎（馬廻格・高良山別荘臨番）の次男として生まれる。1876年（明治9年）18歳で江崎済の黒木塾にて学ぶ。海軍軍人になることを志し、竹崎氏に漢学を、剣術を藩主指南役・津田氏に、南画を同藩の狩野氏に学んだ。1879年（明治12年）日比家の養嗣子になった事で転向する。
剣も相当の腕だったが、久留米藩御納戸役時代に福澤諭吉の著作を読んで傾倒し、上京して1884年（明治17年）、慶應義塾を卒業。初め海軍天文台に勤め、外国資本のモリスン商会などを経て、1896年（明治29年） 三井銀行に入社した。1898年（明治31年）、中上川彦次郎の依頼で三井呉服店に入り、高橋義雄と共に改革を進めた。
1904年（明治37年）、株式会社三越呉服店が設立され、益田孝が代表発起人、日比が専務取締役に就任。このときに「デパートメントストア宣言」を行った。巖谷小波、新渡戸稲造、黒田清輝、森鷗外など著名文化人による流行研究会「流行会」を組織。
1906年（明治39年）、欧米を視察し、ロンドンのハロッズ百貨店の経営に深い感銘を受けた。
1913年（大正2年）に会長に就任。翌1914年（大正3年）、三越はルネッサンス様式の新店舗を建設した。「今日は帝劇、明日は三越」というキャッチフレーズもこの頃に作られたものである。
1918年（大正7年）に取締役を退任した。 
1931年（昭和6年）、患っていた神経衰弱との闘病の末、息を引き取る。享年72。墓所は東京都渋谷区広尾瑞泉山祥雲寺。

## その他
- 2004年（平成16年）11月17日に放送されたNHKの歴史情報番組『その時歴史が動いた - サムライ魂でデパートを創れ! 〜近代百貨店誕生物語〜』は、日比を主人公にして、その功績を紹介している。
- 三越デパートは1923年（大正12年）の関東大震災で壊滅的な被害を受けるが、1927年（昭和2年）に再建された。ヨーロッパへ行きロンドンにあるデパート、ハロッズで欧米の知識を日本に取り入れた。デパートだけではなく、日本で初めてデパートで「児童博覧会」を催した。
- 1909年（明治42年）に百貨店の宣伝を目的としてローティーンの少年からなる三越少年音楽隊が日比の肝煎りで結成される。楽器を触ったことがない少年たちに軍楽隊の教育に習いスパルタ式の訓練が行われた。日比は自ら手渡しで少年たちに菓子を渡して励ましたとされる。
- 日本橋三越本店の正面玄関にライオン像があるが、1914年（大正3年）の改装時に日比のアイデアで設置されたのが始まりである。ライオン好きで子供に「雷音」と名付けた。